# Hylarana latouchii
Hylarana latouchii är en groddjursart som först beskrevs av George Albert Boulenger 1899.  Hylarana latouchii ingår i släktet Hylarana och familjen egentliga grodor. IUCN kategoriserar arten globalt som livskraftig. Inga underarter finns listade i Catalogue of Life.